# Ectopia lentis

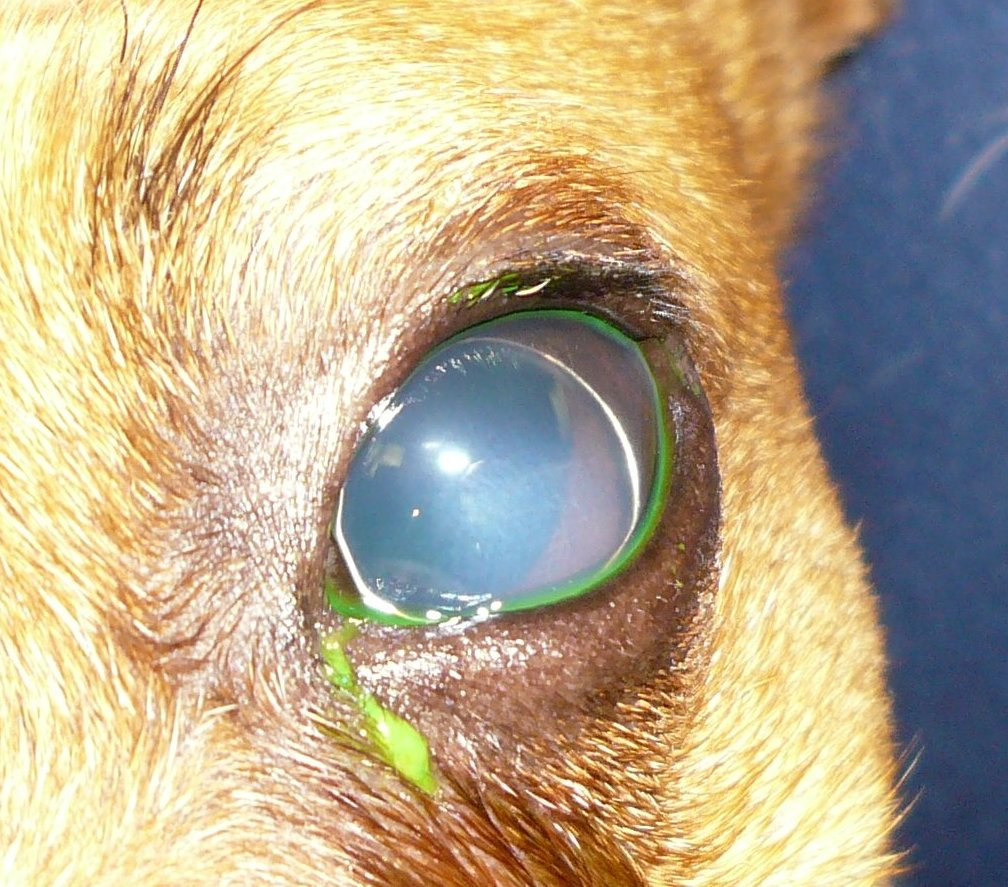
Ectopia lentis en el ojo de un perro. El cristalino se encuentra luxado y se sitúa en la cámara anterior del ojo.

La ectopia lentis es la denominación que se utiliza en oftalmología para designar un tipo de ectopía que se caracteriza por la posición anormal del cristalino en el interior del ojo. El cristalino es la lente del ojo y es necesario para que mediante el fenómeno de refracción, los rayos de luz que penetran en el globo ocular converjan sobre la retina y formen una imagen nítida.
Si el cristalino está totalmente desplazado de su posición normal y se sitúa en la cámara anterior del ojo o en la cavidad vítrea, la anomalía resultante es una luxación del cristalino, mientras que si el desplazamiento es parcial y continua permaneciendo en la cámara posterior del ojo, se habla de subluxación del mismo.
La causa de este trastorno puede ser congénita, es decir presente en el momento del nacimiento, o adquirida, por ejemplo por un traumatismo directo sobre el ojo. Cuando es congénita, puede ser la única manifestación de enfermedad o asociarse con diversas anomalías, como ocurre en el síndrome de Marfan.
La ectopia lentis puede causar importantes problemas de visión, dependiendo de la causa y del grado de desplazamiento. Los tratamientos más habituales consisten en la corrección de la distorsión óptica mediante gafas o la realización de una operación para extirpar el cristalino anormalmente situado.

## Trastornos sistémicos asociados en humanos
En los seres humanos, una serie de condiciones sistémicas están asociadas con la ectopia lentis:
Más común
- Síndrome de Marfan (hacia arriba y hacia afuera)
- Homocistinuria (hacia abajo y hacia adentro)
- Síndrome de Weill-Marchesani
- Deficiencia de sulfito oxidasa
- Deficiencia de cofactor de molibdeno
- hiperlisinemia

Menos común
- Síndrome de Ehlers-Danlos
- enfermedad de Crouzon
- Síndrome de Refsum
- Síndrome de Kniest
- Disostosis mandibulofacial
- Síndrome de Sturge-Weber
- síndrome de Conradi
- Síndrome de Pfaundler
- Síndrome de Pierre Robin
- síndrome de Wildervanck
- Deformidad de Sprengel